# Jaksonów
Jaksonów – wieś w Polsce położona w województwie dolnośląskim, w powiecie wrocławskim, w gminie Żórawina.
W latach 1954–1961 wieś należała i była siedzibą władz gromady Jaksonów, po jej zniesieniu w gromadzie Kobierzyce. W latach 1975–1998 miejscowość administracyjnie należała do województwa wrocławskiego.

## Historia
Nazwę miejscowości w zlatynizowanej staropolskiej formie Iaxonovo wielokrotnie notuje wraz z sąsiednimi wsiami spisana po łacinie w latach 1269–1273 Księga henrykowska m.in. we fragmencie "villam Iaxonovo".

## Sport
W Jaksonowie działa klub piłkarski Polonia Jaksonów występujący w A-klasie nieprzerwanie od sezonu 2018/19.

## Zabytki
Do wojewódzkiego rejestru zabytków wpisany jest:
- kościół fil. pw. Podwyższenia Krzyża św., późnogotycki, zbudowany w XV w., na fundamentach kościoła z 1299 r. Zachowały się płyty nagrobne z XVIII w.

inne zabytki:
- mur obronny wokół świątyni i cmentarza z widocznymi otworami strzelniczymi
- kamienny krzyż, średniowieczny, określany często jako krzyż pokutny, chociaż nie ma na to bezpośrednich dowodów i bardzo możliwe, że przepisywanie pokutnego charakteru krzyżowi, jest nieuzasadnione[7]
- figura św. Jana Nepomucena, barokowa[8]